# Acamptopoeum melanogaster
Acamptopoeum melanogaster là một loài Hymenoptera trong họ Andrenidae. Loài này được Compagnucci mô tả khoa học năm 2004.